# François Englert
François Englert, född 6 november 1932 i Etterbeek, är en belgisk teoretisk fysiker som har gjort viktiga bidrag till teorin om Higgsmekanismen.
Han blev fil.dr 1959 vid Université Libre de Bruxelles i Bryssel och är numera professor emeritus vid samma universitet.
Englert och hans kollega Robert Brout föreslog 1964, samtidigt som Peter Higgs, teorin om hur partiklar får sin massa. Först den 4 juli 2012 bekräftades deras idéer genom tillkännagivandet av att higgspartikeln observerats vid CERN-laboratoriets Large Hadron Collider utanför Genève i Schweiz.
År 1982 erhöll han Francquipriset och 2004 mottog han tillsammans med Peter Higgs och Robert Brout Wolfpriset i fysik med motiveringen för pionjärarbete som har lett till insikter om massgenerering när lokal gaugesymmetri realiseras asymmetriskt i den subatomära världen. 2013 tilldelades han tillsammans med Peter Higgs Nobelpriset i fysik, med  motiveringen för den teoretiska upptäckten av en mekanism som bidrar till förståelsen av massans ursprung hos subatomära partiklar.

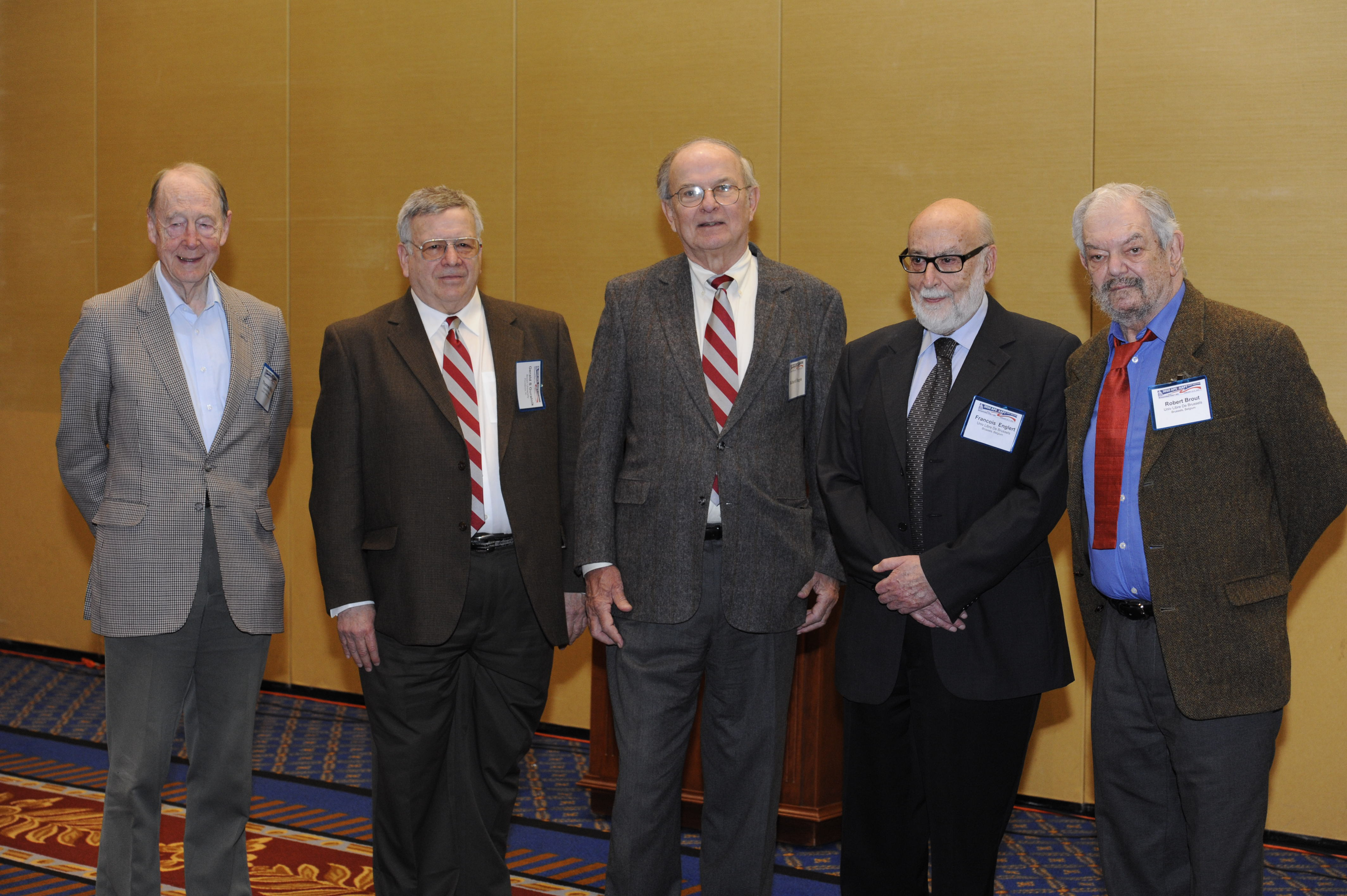
Mottagarna av Sakuraipriset 2010, förutom Peter Higgs. Englert står näst längst till höger.

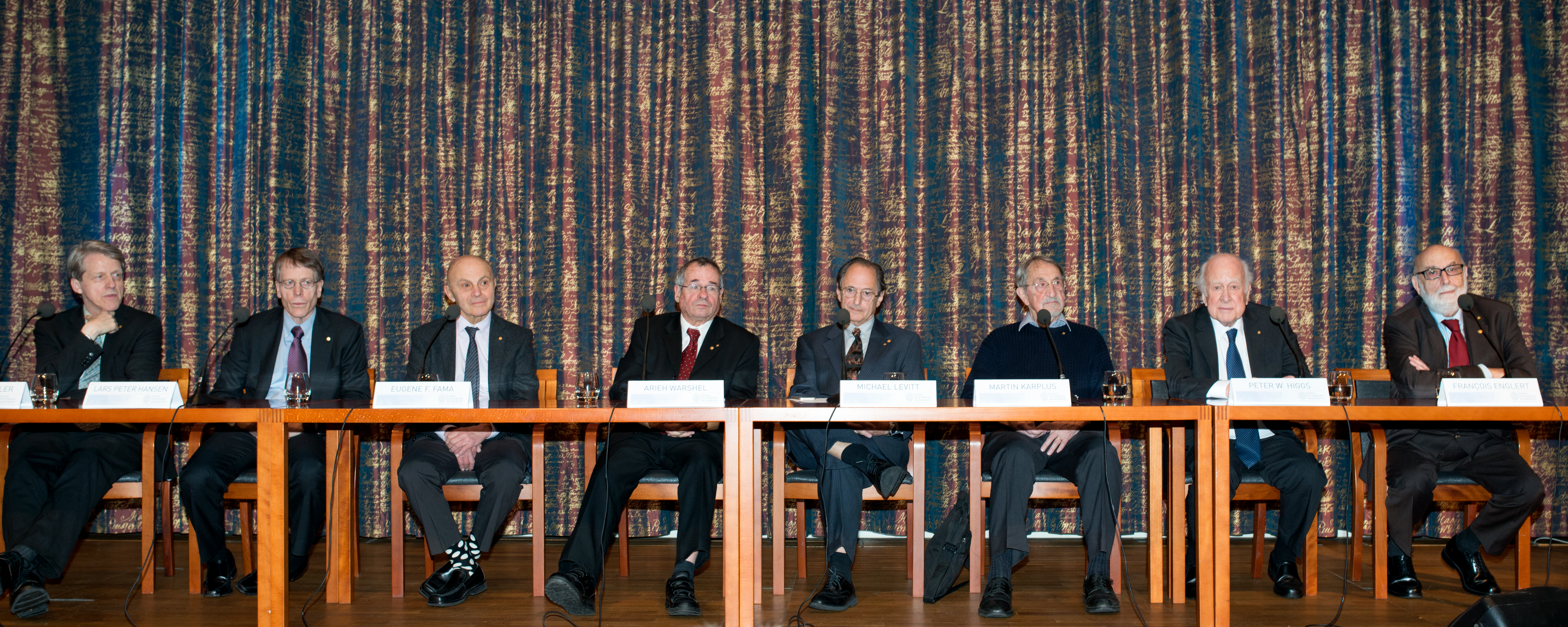
Nobelpristagare med François Englert längst till höger under presskonferens i Stockholm, december 2013.